# Braunschweigs voetbalkampioenschap 1907/08
In 1907/08 werd het vierde Braunschweigs voetbalkampioenschap gespeeld, dat georganiseerd werd door de Noord-Duitse voetbalbond die het vanaf dit jaar overnam van de voetbalbond voor het hertogdom Braunschweig. Eintracht Braunschweig werd kampioen en plaatste zich voor de Noord-Duitse eindronde. De club versloeg Hannoverscher FC 96 en Bremer SC 1891 en kon in de finale wraak nemen tegen Victoria Hamburg voor het verlies in de voorgaande jaren. In de eindronde om de Duitse landstitel verloor de club in de eerste ronde van Duisburger SpV.

## Eindstand
| Plaats | Club                      | Wed. | W | G | V | Saldo | Ptn |
| ------ | ------------------------- | ---- | - | - | - | ----- | --- |
| 1.     | FC Eintracht Braunschweig | 4    | 4 | 0 | 0 | 13:0  | 8:0 |
| 2.     | BV Wacker 06 Braunschweig | 4    | 2 | 0 | 2 | 2:6   | 4:4 |
| 3.     | FV 05 Braunschweig        | 4    | 0 | 0 | 4 | 0:9   | 0:8 |

|  | Kampioen |